# 小米盒子
小米盒子是一款由小米科技设计销售的网络电视机顶盒。小米科技于2012年11月14日公布了这一设备，并于11月16日发售了600部工程样机。经过与CNTV的战略合作，小米盒子于2013年3月19日正式在中国上海、杭州、长沙三地试售。

## 功能
小米盒子的主要功能包括：连接Android、iOS、PC设备显示照片和视频；播放合作伙伴的在线视频；播放本地视频文件。其兼容Airplay、DLNA、Miracast等多媒体共享协议，支持搜狐视频、腾讯视频、PPTV等应用，拥有杜比与DTS授权。

## 历史

### 发布
2012年11月14日，小米科技发布小米盒子，并宣布于11月16日发售了600部工程样机。

### 暂停服务
2012年11月22日晚，小米科技发布公告称从11月23日起小米盒子暂停全部视频内容服务，并将全额退还测试押金。根据广电总局颁发的《持有互联网电视牌照机构运营管理要求》，要想做机顶盒只能选择连接广电总局批准的互联网电视内容服务机构设立的合法内容服务平台。

### 合作
2013年1月28日，小米科技宣布与CNTV旗下未来电视在互联网电视领域进行战略合作，小米盒子将接入CNTV播控平台。

### 试售
2013年3月19日，经行业主管部门正式批复，小米盒子在上海、杭州、长沙三地开放试售。

## 新版小米盒子
2015年10月26日，小米科技没有预兆地上架了小米盒子3。小米盒子3标配了小米蓝牙语音体感遥控器，支持体感游戏、语音搜片、语音控制等，比如用户可以用语音搜片，语音控制定时关机、快进快退、开启应用、快速换集等操作。小米盒子3搭载了主频2GHz 64位四核处理器S905（Cortex-A53），在配合HDMI 2.0加持下，支持H.265 10bit 4K 60帧4K解码输出。小米盒子3于2015年11月3日开卖，售价为299元。

## 版本
| 型號 | 小米盒子                | 小米盒子增强版         | 小 米盒子 mini         | 小米盒子3               | 小米盒子3 增强版                           | 小米盒子3s             | 小米盒子3c             |
| CPU  | Cortex-A9 双核 1. 5 GHz | Cortex-A9 双核 2.0 GHz | Cortex-A7 双核 1.3 GHz | Cortex-A53 四核 2.0 GHz | Cortex-A72 双核 2.0 GHz + A53 四核 1.6 GHz | Cortex-A53 四核 2.0GHz | Cortex-A53 四核 2.0GHz |
| GPU  | Mali-400 双核 400 MHz   | Mali-450 6+2核 600 MHz | Mali-450 4+2核 416 MHz | Mali-450 3+2核 750 MHz  | Power VR GX6250 700MHz                     | Mali-450 750MHz        | Mali-450 750MHz        |
| 內存 | 1GB DDR3                | 1GB DDR3               | 1GB DDR3               | 1GB DDR3                | 2GB 双通道 LDDR3                           | 2GB DDR3               | 1GB DDR3 双通道        |
| 闪存 | 4GB eMMC                | 4GB eMMC               | 4GB eMMC               | 4GB eMMC                | 8GB eMMC                                   | 8GB eMMC               | 4GB eMMC               |

| 型號 | 小米盒子 S              | 小米盒子4              | 小米盒子4c             | 小米盒子se            | 小米盒子4s             | 小米盒子4S Pro         | 小米盒子4S MAX         |
| CPU  | Cortex-A53 四核 1.5GHz  | Cortex-A53 四核 1.5GHz | Cortex-A53 四核 1.5GHz | Cortex-A7 四核 1.5GHz | Cortex-A53 四核 1.5GHz | Cortex-A55 四核 1.9GHz | Cortex-A55 四核 1.9GHz |
| GPU  | ARM Mali-450 MP3 750MHz | Mali-450 MP3 750MHz    | Mali-450 MP3 750MHz    | Mali-450 MP3 750MHz   | Mali-450 MP3 750MHz    | Mali-G31 MP2 750MHz    | Mali-G31 MP2 750MHz    |
| 內存 | 2 GB DDR3               | 2 GB DDR4              | 1 GB DDR4              | 1GB GB DDR3           | 2 GB DDR4              | 2GB DDR4               | 4GB DDR4               |
| 闪存 | 8GB eMMC                | 8GB eMMC               | 8GB eMMC               | 4GB GB eMMC           | 8GB eMMC               | 16G eMMC               | 64G eMMC               |